# دون ريتشموند
دون ريتشموند (بالإنجليزية: Don Richmond)‏ هو لاعب كرة قاعدة أمريكي، ولد في 27 أكتوبر 1919 في Gillett, Pennsylvania ‏ في الولايات المتحدة، وتوفي في 24 مايو 1981 في إلميرا في الولايات المتحدة.

## وصلات خارجية
- دون ريتشموند على موقعبيزبول رفرنس.كوم (الدوري الرئيسي) (الإنجليزية)
- دون ريتشموند على موقعبيزبول رفرنس.كوم (الدوري الثانوي) (الإنجليزية)